# 正邦宏
正邦 宏（まさくに ひろし、1895年4月25日 - 1928年6月1日）は、日本の俳優。本名金子 政國（かねこ まさくに）。伊庭孝門下の新劇の舞台俳優から、時代劇も含めた映画俳優に転向、「和製ロイド」（ハロルド・ロイド）として人気を博したが、早世した。

## 人物・来歴

### 新劇の時代
出生地は東京市神田区（現在の東京都千代田区神田）とされていることが多いが、『現代俳優名鑑』（揚幕社）と『オレンヂのかほり 故正邦宏追悼録』には、京橋区新湊町（現在の中央区湊）と記されている。
日本統治時代の台湾、台湾総督府（現在の中華民国台北市）で高等小学校を卒業し、東京に戻り、旧制・荏原中学校（現在の日体荏原高等学校）に進学する。同校卒業後、慶應義塾大学部理財科（現在の経済学部）に進学するも大学予科の課程で中途退学する。
上山草人の「近代劇協会」から独立した伊庭孝が1913年（大正2年）10月に設立した「新劇社」に参加、東京・有楽座での第1回公演『出発前半時間』（作フランク・ヴェーデキント）、『チョコレート兵隊』（作ジョージ・バーナード・ショー）に出演し、満18歳で新劇の初舞台を踏む。同劇団にはほかに武田正憲、勝見庸太郎、横山運平らがいたが、翌1914年（大正3年）1月、第2回公演を最後に解散した。正邦は「近代劇協会」に移籍し、同年4月、上山草人・山川浦路らによる有楽座での第8回公演、『ノラ』（『人形の家』、作ヘンリック・イプセン）および『ハンネレの昇天』（作ゲアハルト・ハウプトマン）で「舞台指揮」（製作者）として参加している。1915年（大正4年）4月には、上山・伊庭と澤田正二郎による「新劇合同」の赤坂・演伎座での『役者の妻』（原作ジョージ・ムーア、脚色伊庭孝）に出演している。
翌年の1916年（大正5年）には伊庭と高木徳子が提携した「歌舞劇協会」に参加。このとき後に妻になる女優の花房静子(のちの金子英子)と出会うが、途中伊庭は離脱してしまう。1919年（大正8年）3月、高木の死をもって同劇団は解散したが、正邦と花房らが彼女の団体を引き継いで新たな一座を結成し、幹部になったという。しかし正邦はこの年の夏に突如「俳優をやめてカフェを経営したい」と申し出ており、一度俳優業から離れている。その後東京へ戻り実母の援助でカフェを開き、9月には花房と結婚。

### 和製ロイド
1920年（大正9年）4月、国際活映が南豊島郡淀橋町大字角筈字十二社（現在の新宿区西新宿）に角筈撮影所（現存せず）を新設するにあたり、同撮影所長に就任した桝本清の紹介によって入社した。同年8月7日に公開された林千歳と高瀬實（のちの高勢實乘）が主演するサイレント映画『湖畔の乙女』（監督不明）に出演して、満25歳で映画界にデビューした。1921年（大正10年）9月、松竹蒲田撮影所に移籍した。1923年（大正12年）3月には妻・英子との間に長女を儲ける。
1924年（大正13年）には、同年6月21日に公開された『大和魂』（監督野村芳亭）、同年8月1日に公開された『島に咲く花』（監督小沢得二）で主演しているが、同年10月、帝国キネマ演芸（帝キネ）によるヘッドハンティングに応じて、五月信子、藤間林太郎らとともに松竹キネマを退社、帝キネの小坂撮影所に所属、同じく松竹蒲田から移籍した小沢得二の監督作に主演した。
1925年（大正14年）、帝キネの内部分裂によって設立された東邦映画製作所に移籍になるが、同社はすぐに解散となった。『現代俳優名鑑』によれば、当時、正邦は神田区表神保町1番地（現在の千代田区神田神保町）に住み、キリスト教を自らの宗教であるとしている。身長は5尺4寸4分（約164.8センチメートル）、体重14貫200匁（約53.3キログラム）、常用煙草は西洋煙草で、酒はキリンビールであるといい、当時の正邦にとっての代表作は、『金色夜叉』（監督賀古残夢、1922年）における「富山忠次」役、および『狂へる劔技』（監督牛原虚彦、1921年）における「青年肺病患者」役であるという。
解散後は松竹キネマに復帰した。1926年（大正15年）6月15日に公開された『霧の中の灯』（監督鈴木重吉）が記録に残る最後の出演作である。『日本映画俳優全集・男優編』（同項の執筆田中純一郎、キネマ旬報社）は以降の消息不明、没年不詳とするが、実際には、この後、中国大陸に向けて初代水谷八重子らとともに巡業に出ており、その旅程において胸を病んで、関東州の大連（現在の中華人民共和国遼寧省大連市）の満鉄病院（現在の大連大学付属中山病院）に入院し、1928年（昭和3年）6月1日、同地で死去している。満33歳没。同年、遺族らの手により『故正邦宏追悼録 オレンヂのかほり』が刊行された。

## フィルモグラフィ

### 国際活映角筈撮影所

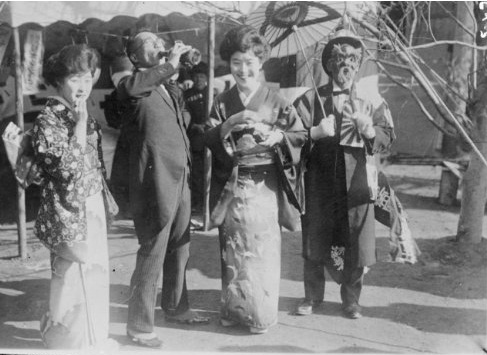
『金色夜叉』『不如帰』で共演した五月信子らとの写真、1920年代。ラッパ飲みする燕尾服の男が正邦。

すべて製作は「国際活映角筈撮影所」、配給は「国際活映」、すべてサイレント映画である。
- 『湖畔の乙女』 : 監督不明、1920年8月7日公開
- 『アルプスの花』 : 監督不明、1920年製作・公開 - 主演

### 松竹蒲田撮影所

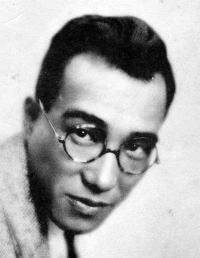
1920年代の写真。

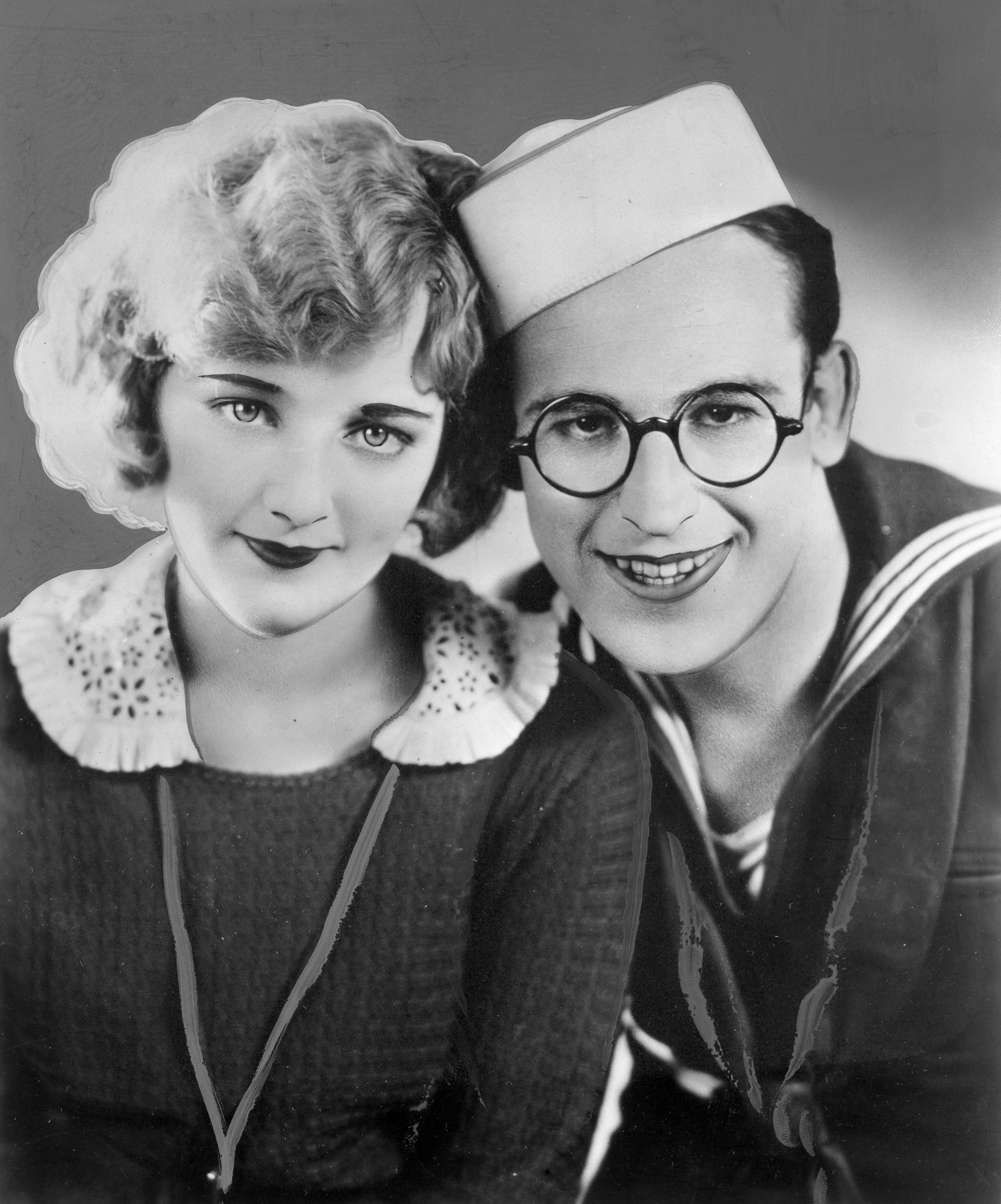
正邦と比較された1919年（大正8年）のロイド。『ロイドの水兵』、左はミルドレッド・デイヴィス

特筆以外すべて製作は「松竹蒲田撮影所」、配給は「松竹キネマ」、すべてサイレント映画である。
- 『狂へる劔技』[3]（『狂へる剣技』[6][7]） : 監督牛原虚彦、1921年10月21日公開 - 青年肺病患者[3]
- 『夕陽の村』 : 監督ヘンリー小谷、1921年11月4日公開
- 『孝の輝き』 : 監督牛原虚彦、1922年1月20日公開
- 『二つの魂』 : 監督牛原虚彦、1922年1月20日公開
- 『呪はれし親子』[7]（『呪われし親子』[6]） : 監督賀古残夢、1922年1月20日公開
- 『片羽鳥』 : 監督池田義臣（池田義信）、1922年1月31日公開
- 『金色夜叉』 : 監督賀古残夢、1922年2月1日公開 - 富山忠次[3]
- 『許さぬ恋』 : 監督池田義臣、1922年2月10日公開
- 『不如帰』 : 監督池田義臣、1922年3月9日公開 - 役名不明、『ほとヽぎす』の題で19分尺の断片が現存（NFC所蔵[8]）
- 『侠妓夢子』 : 監督賀古残夢、1922年3月16日公開
- 『白蓮赤蓮』 : 監督賀古残夢、1922年4月11日公開
- 『死の前に』 : 監督賀古残夢、1922年4月21日公開
- 『鼠小僧次郎吉』 : 監督不明、製作日活京都撮影所、配給日活、1922年4月21日公開
- 『大西郷の死』 : 監督賀古残夢、1922年5月31日公開
- 『若き人々』 : 監督牛原虚彦、1922年7月21日公開
- 『流れの涯』 : 監督牛原虚彦、1922年7月28日公開
- 『想出の唄』 : 監督牛原虚彦、1922年7月31日公開
- 『清水の次郎長』 : 監督野村芳亭、1922年7月31日公開 - 子分・半五郎
- 『地蔵物語』 : 監督大久保忠素、1922年8月11日公開
- 『海の呼声』（『海の叫び』） : 監督野村芳亭、1922年9月10日公開
- 『底なしの湖』 : 監督賀古残夢、1922年10月11日公開
- 『永遠の謎』 : 監督野村芳亭、1922年10月21日公開
- 『復讐者』 : 監督賀古残夢、1922年11月30日公開
- 『毀れた巣』 : 監督牛原虚彦、1922年12月20日公開
- 『琵琶唄』（『琵琶歌』[7]） : 監督大久保忠素、1922年12月31日公開 - 主演
- 『傑作集粋』[6][7]（『明治文壇海岸の悲劇』[6]） : 監督野村芳亭・賀古残夢・池田義臣、1922年12月31日公開
- 『狂い獅子』 : 監督賀古残夢、1922年製作・公開
- 『お初地獄』[6]（『お初地蔵』[7]） : 監督大久保忠素、1922年製作・公開 - 主演
- 『雪の夜話』[7] : 監督池田義臣、1922年製作・公開

- 『乃木将軍幼年時代』[6]（『乃木将軍の初陣』[6][7]） : 監督島津保次郎、1923年1月11日公開
- 『生命の花』 : 監督賀古残夢、1923年1月14日公開
- 『二つの道』 : 監督池田義臣、1923年2月11日公開
- 『地獄の門』 : 監督大久保忠素、1923年3月1日公開
- 『闇を行く』 : 監督池田義臣、1923年3月16日公開
- 『噫無情 第一篇 放浪の巻』 : 監督牛原虚彦、1923年4月1日公開 - ジャベール、9分尺の断片が現存（NFC所蔵[8]）
- 『自活する女』 : 監督島津保次郎、1923年4月16日公開
- 『噫無情 第二篇 市長の巻』 : 監督池田義臣、1923年4月30日公開
- 『雪の夜話』 : 監督池田義臣、1923年5月11日公開
- 『大東京の丑満時 第一篇 悲劇篇』（『第一篇 悲劇の巻』[7]） : 監督池田義臣、1923年5月16日公開
- 『噫森訓導の死』 : 監督大久保忠素、1923年5月31日公開 - 主演
- 『少年書記』 : 監督島津保次郎、1923年6月1日公開
- 『大東京の丑満時 第三篇 怪異篇』（『第三篇 怪異の巻』[7]） : 監督牛原虚彦、1923年6月15日公開
- 『血の叫び』 : 監督島津保次郎、1923年7月13日公開 - 馬賊の頭目珍濁
- 『実説国定忠治 雁の群』（『雁の群』[7]） : 監督野村芳亭、1923年7月27日公開
- 『家なき女』 : 監督大久保忠素、1923年8月18日公開 - 主演
- 『罪の扉』 : 監督島津保次郎、1923年8月31日公開
- 『村井長庵』 : 監督島津保次郎、1923年8月31日公開
- 『お父さん』（『父』） : 監督野村芳亭、1923年12月15日公開 - 主演
- 『蕎麦屋の娘』 : 監督島津保次郎、1924年1月23日公開
- 『愚者なればこそ』[6]（『不孝者』[6][7]） : 監督島津保次郎、1924年3月14日公開 - 主演
- 『骨盗み』 : 監督島津保次郎、1924年4月3日公開
- 『嘆きの港』 : 監督島津保次郎、1924年4月23日公開 - 主演
- 『日曜日』 : 監督島津保次郎、1924年5月11日公開 - 主演
- 『茶を作る家』 : 監督島津保次郎、1924年6月11日公開 - 主演
- 『大和魂』 : 監督野村芳亭、1924年6月21日公開 - 主演
- 『島に咲く花』 : 監督小沢得二、1924年8月1日公開 - 主演
- 『天国』 : 監督島津保次郎、1924年製作・公開

### 帝国キネマ演芸

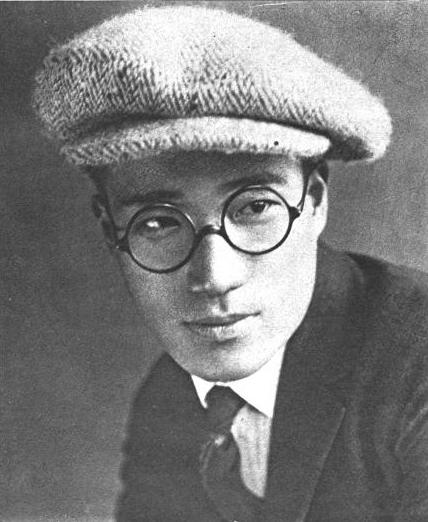
1925年（大正14年）、29歳ころの写真。

特筆以外すべて製作は「帝国キネマ小坂撮影所」、配給は「帝国キネマ演芸」、すべてサイレント映画である。
- 『情熱渦巻く』[6]（『情火渦巻く』[7]） : 監督小沢得二、1924年12月11日公開 - 主演
- 『勇敢なる弱者』 : 監督小沢得二、1924年12月11日公開 - 主演
- 『女夫涙』 : 監督小沢得二、1925年2月11日公開 - 主演
- 『運兵正戦』（ウンピンマーチェン） : 監督小沢得二、製作東邦映画製作所、1925年6月4日公開 - 主演
- 『密造庫』 : 監督細山喜代松、製作東邦映画製作所、1925年7月15日公開 - 主演
- 『人間礼讃』 : 監督小沢得二、製作東邦映画製作所、1925年9月10日公開 - 主演

### 松竹下加茂撮影所
特筆以外すべて製作は「松竹下加茂撮影所」、配給は「松竹キネマ」、すべてサイレント映画である。
- 『大楠公』 : 監督野村芳亭、1926年3月28日公開 - 楠正孝
- 『霧の中の灯』 : 監督鈴木重吉、製作松竹蒲田撮影所、1926年6月15日公開